# Abdolbahá
Abdolbahá, bahái írásmóddal  'Abdu'l-Bahá (született: Abbász Effendi, bahái írásmóddal  ‘Abbás Effendí; arabul: عبد البهاء  ;   1844. május 23. – 1921. november 28.) a bahái hit alapítójának, Baháalláhnak legidősebb fia, a hit vezetője és írásainak értelmezője 1892-től, Baháalláh írásos végrendelete szerint.
Negyven év száműzetés és börtönév után, 1910-ben hároméves utazásra indult Egyiptomba, Észak-Amerikába és Európába, hogy megerősítse az ottani bahái közösségeket és tanítsa édesapja elveit. Budapesten is töltött kilenc napot 1913. április 9. és 18. között a magyar közélet meghívására.

## Élete
Abdolbahá, Baháalláh legidősebb fia, azon az éjjelen született, mikor Báb bejelentette küldetését Mullá Husaynnak. Gyermekkorában gazdagság vette körül.  Formális iskoláztatásban nem részesült, főleg édesapja tanította. Életét nagymértékben befolyásolta, hogy édesapja elfogadta és elkezdte tanítani a Báb hitét. Nyolcéves volt, amikor apja először börtönbe került, melynek következményeként rablók támadtak a házukra és kifosztották azt. Egy ideig bujkálnia kellett családjával együtt.
Apját elkísérte száműzetéseiben, így 1853-tól Irakban élt. Baháalláh kurdisztáni hegyekben való elvonulása idején, Abdolbahá másolta és mélyrehatóan tanulmányozta Báb írásait. Az Irakból Konstantinápolyba vezető úton Ő felelt a száműzöttek ellátásáról és elszállásolásáról. Drinápolyban (Edirne) átvette apja mindennapi ügyeinek intézését. Az apja a Mester címet adományozta neki, Ő azonban csak Abdolbahának nevezte magát. Nagyon sokan szerették, szelíd volt, udvarias, megbocsátó, nagylelkű és kivétel nélkül mindenkihez kedves.
Akkóban nősült meg, felesége neve Munírih Khánum, Báb egyik követőjének a lánya volt. Abdolbahá gyakran járta Akkó utcáit, elment a legszegényebb otthonokba, mosdatta és vigasztalta a betegeket. Saját szükségletei szerények voltak: nem viselt drága ruhákat, de mindig makulátlanul tiszta volt.

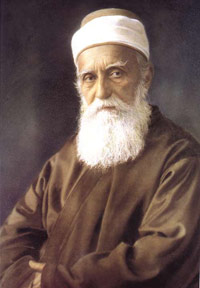
Abdolbahá

Apja halála után, írásos végrendelete szerint, a bahái hit vezetője, valamint a bahái tanítások értelmezője lett. Az első nyugati zarándokok 1898-ban érkeztek Abdolbahához. A nyugatiak az oszmán hatóságokban gyanút ébresztettek, így fogva tartását szigorították 1901 augusztusában. Akko kormányzója közbenjárására 1902-ben enyhítettek körülményein, így zarándokok újra felkereshették Abdolbahát. Egyik híve, Laura Clifford Barney többször meglátogatta Haifában, ezen beszélgetésekből szerkesztette a Megválaszolt kérdések című könyvet.

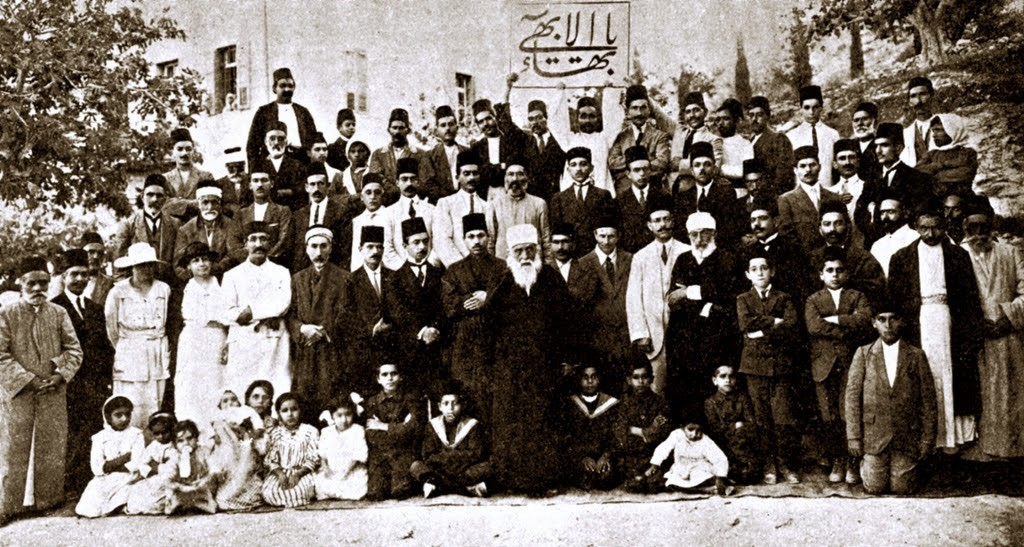
Abdolbahá zarándokokkal a Kármel-hegyen 1919-ben

Az oszmán hatóságok 1904-ben és 1907-ben bizottságot küldtek a fogva tartásának kivizsgálására. Az 1908-as ifjútörök forradalom után, Abdolbahá kiszabadult a fogságból és a Báb síremlékének befejezése után külföldi útját kezdte el tervezni. 1910-ben egy évet Egyiptomban töltött, támogatva az ottani bahái közösséget. 1911 augusztusában újra hajóra szállt, ekkor már hatvanas éveinek a végefelé járt, és 1911 szeptemberében Angliába érkezett. Első angliai nyilvános előadását a londoni városi Templomban (City Temple) tartotta.
Az elkövetkező két évben Európában és Amerikában utazott a bahái tanításokkal ismertetve meg az embereket. Budapesti látogatásáról bővebben lásd a A bahái hit története Magyarországon oldalt.
1913-ban visszatért Haifába. Az első világháború kitörésekor a török hatóságok ismét korlátozták a mozgását. Abdolbahá az elszigeteltség ideje alatt mezőgazdasági tevékenységbe kezdett Tiberias mellett, hogy Palesztina lakosait gabonával lássa el. A háború befejeztekor a török hatóságok azzal fenyegették meg, hogy családjával együtt keresztre feszítik a Kármel-hegy oldalában. Időközben Allenby tábornok elfoglalta Haifát, s így Abdolbahá megmenekült. A háború alatti humanitárius munkájáért a brit kormány 1920. április 27-én lovagi címet adományozott Abdolbahának. A megtiszteltetést elfogadta, de a címet sosem használta.
Abdu'l-Bahá 1921. november 28-án hunyt el Haifában. Temetésén zsidók, mohamedánok és keresztények tisztelegtek előtte és a bahá'íokkal sírtak az őket ért veszteség miatt.

## Művei
Abdolbahá több mint 27.000 önálló művet írt: imákat, leveleket és könyveket. Ennek csak a töredéke van angolra lefordítva, melyből a magyar fordítás is készült.
Művei két csoportba sorolhatók, amelyet ő írt, illetve előadásainak feljegyzései. Saját maga által írt könyvek: The Secret of Divine Civilization, A Traveller's Narrative, Sermon on the Art of Governance , Memorials of the Faithful. Számos levelet írt hívőkhöz és nyugati értelmiségieknek, például Auguste-Henri Forelnek és Vámbéry Árminnak. Abdolbahá feljegyzett beszédeiből a leghitelesebb a Megválaszolt kérdések, mivel azokat Abdolbahá átnézte. További feljegyzések beszédeiből: a Párizsi beszédek (Paris talks) és Az egyetemes béke hirdetése (Promulgation of Universal Peace).

### Magyarul
- 'Abdu'l-Bahá.szerk.: az Igazság Egyetemes Háza: Szemelvények Abdu’l-Bahá írásaiból ford.: Koczóh Péter; 2. jav. kiad.:. Budapest: Magyarországi Bahá’í Közösség Országos Szellemi Tanácsa (2000)
- 'Abdu'l-Bahá. Remény – Drágakövek ‘Abdu’l-Bahá szavaiból ford.: Kerekes Mariann:. Budapest: Magyarországi Bahá’í Közösség Országos Szellemi Tanácsa (2005). ISBN 963 218 727 X
- 'Abdu'l-Bahá. Megelégedettség – Drágakövek ‘Abdu’l-Bahá szavaiból ford.: Kerekes Mariann:. Budapest: Magyarországi Bahá’í Közösség Országos Szellemi Tanácsa (2005). ISBN 963 218 728 8
- 'Abdu'l-Bahá.szerk.: Laura Clifford Barney: Megválaszolt kérdések ford.: Selyem Gyöngyi:. Budapest: Magyarországi Bahá’í Közösség Országos Szellemi Tanácsa (2000). ISBN 963 00 4631 8. Hozzáférés ideje: 2021. október 1.
- 'Abdu'l-Bahá. ’Abdu’l-Bahá végrendelete. Budapest: Magyarországi Bahá’í Közösség Országos Szellemi Tanácsa (2014) (egyelőre csak elektronikusan jelent meg)
- 'Abdu'l-Bahá. Párizsi beszédek ford.: Kozma Dániel:. Budapest: Magyarországi Bahá’í Közösség Országos Szellemi Tanácsa (2016). ISBN 978-963-87806-8-3
- Az isteni civilizáció titka / Az isteni terv táblái; ford. Koczóh Péter; Magyarországi Bahá'i Közösség Országos Szellemi Tanácsa, Bp., 2018

Részletek műveiből a következő könyvekben találhatók:
- Bahá’í imák, 3. jav., kieg. kiad., Budapest: Magyarországi Bahá’í Közösség (2007). ISBN 963-06-0228-8
- Ima, meditáció és áhítat – Részletek Bahá'u'lláh és a Báb írásaiból, 'Abdu'l-Bahá írásaiból és kijelentéseiből, Shoghi Effendi egy leveléből és nevében írt levelekből ford.: ford. Horváth Gizella:. Budapest: Magyarországi Bahá’í Közösség Országos Szellemi Tanácsa (1992). ISBN 963-85033-7-8
- Az isteni segítség hatalma. Budapest: Az Ausztriai Bahá’iok Országos Szellemi Tanácsa (1991). ISBN 963 00 7269 6